# Mistrzostwa Świata w Wędkarstwie Muchowym (2015)
XXXV Mistrzostwa Świata w Wędkarstwie Muchowym – mistrzostwa Świata w wędkarstwie muchowym, które odbyły się w dniach 15-21 czerwca 2015 na rzekach: Vrbas, Sana, Sanica, Pliva i jeziorze Jajce w Bośni i Hercegowinie.

## Informacje ogólne
W imprezie udział wzięły ekipy z 27 państw. W klasyfikacji indywidualnej wystartowało 145 zawodników. Polską reprezentację prowadził trener Marek Walczyk.

## Wyniki
Wyniki indywidualne:
- 1. miejsce:  Polska, Piotr Marchewka,
- 2. miejsce:  Czarnogóra, Nikola Trebjesanin,
- 3. miejsce:  USA, Devin Olsen[1].

Wyniki zespołowe:
- 1. miejsce:  Hiszpania,
- 2. miejsce:  USA,
- 3. miejsce:  Bośnia i Hercegowina[1].